# Alar Sikk

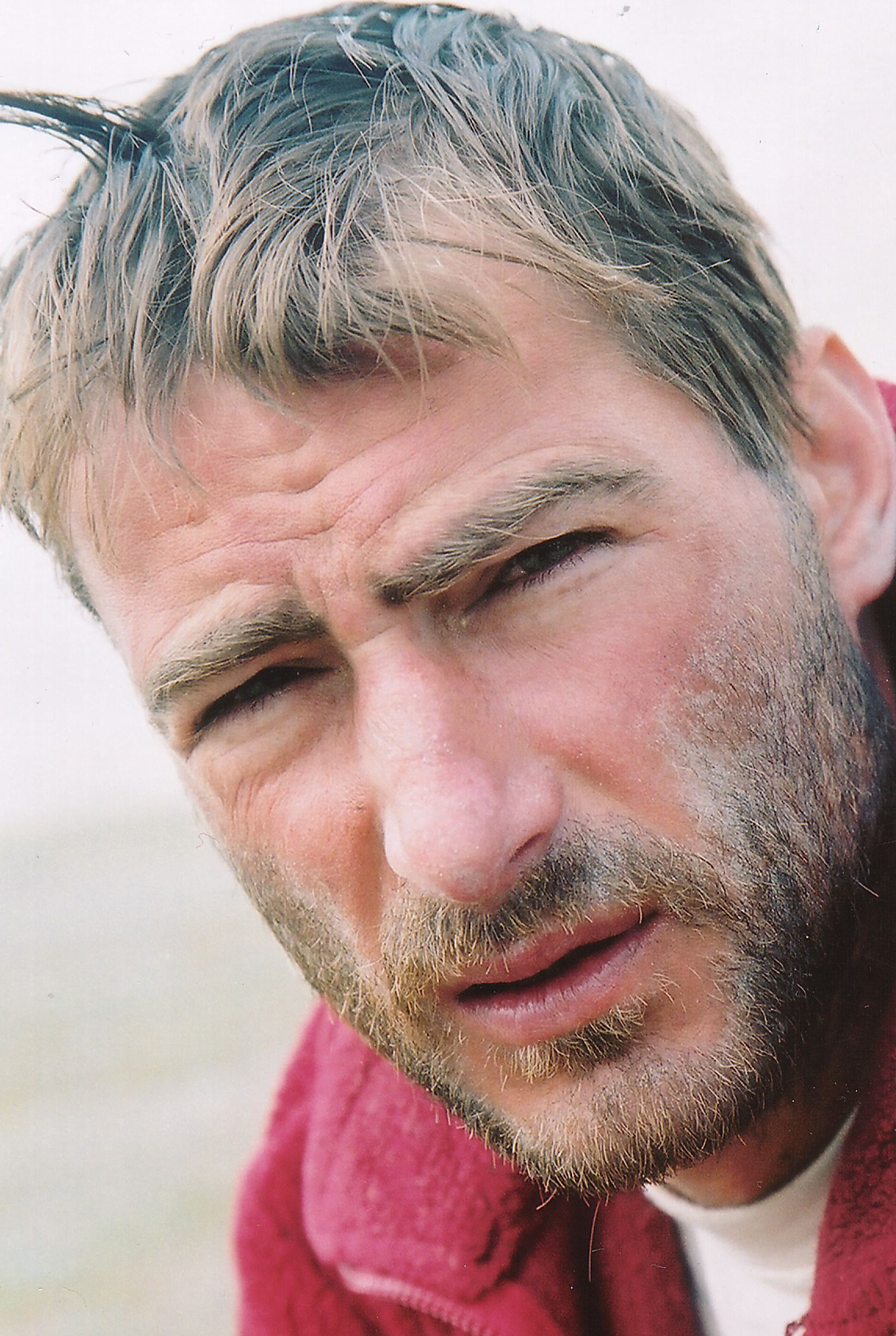
Alar Sikk

Alar Sikk (nascido a 4 de janeiro de 1966, em Võru) é um alpinista da Estónia. Ele é o primeiro estoniano a escalar o topo das montanhas mais altas de todos os continentes.
Desde 1998 ele pratica alpinismo sob a orientação de Jaan Künnap. Em 2003 ele alcançou o cume do Monte Everest.
Prémios:
- 2003 e 2007: Caminhante do ano (em estoniano:  aasta matkaja)[1]
- 2004: Ordem da Cruz Vermelha da Estónia, III classe[2]